# Église Saint-Sauveur de Crest
L'église Saint-Sauveur est une église catholique située à Crest, en France.

## Localisation
L'église est située dans le département français de la Drôme, sur la commune de Crest.

## Historique

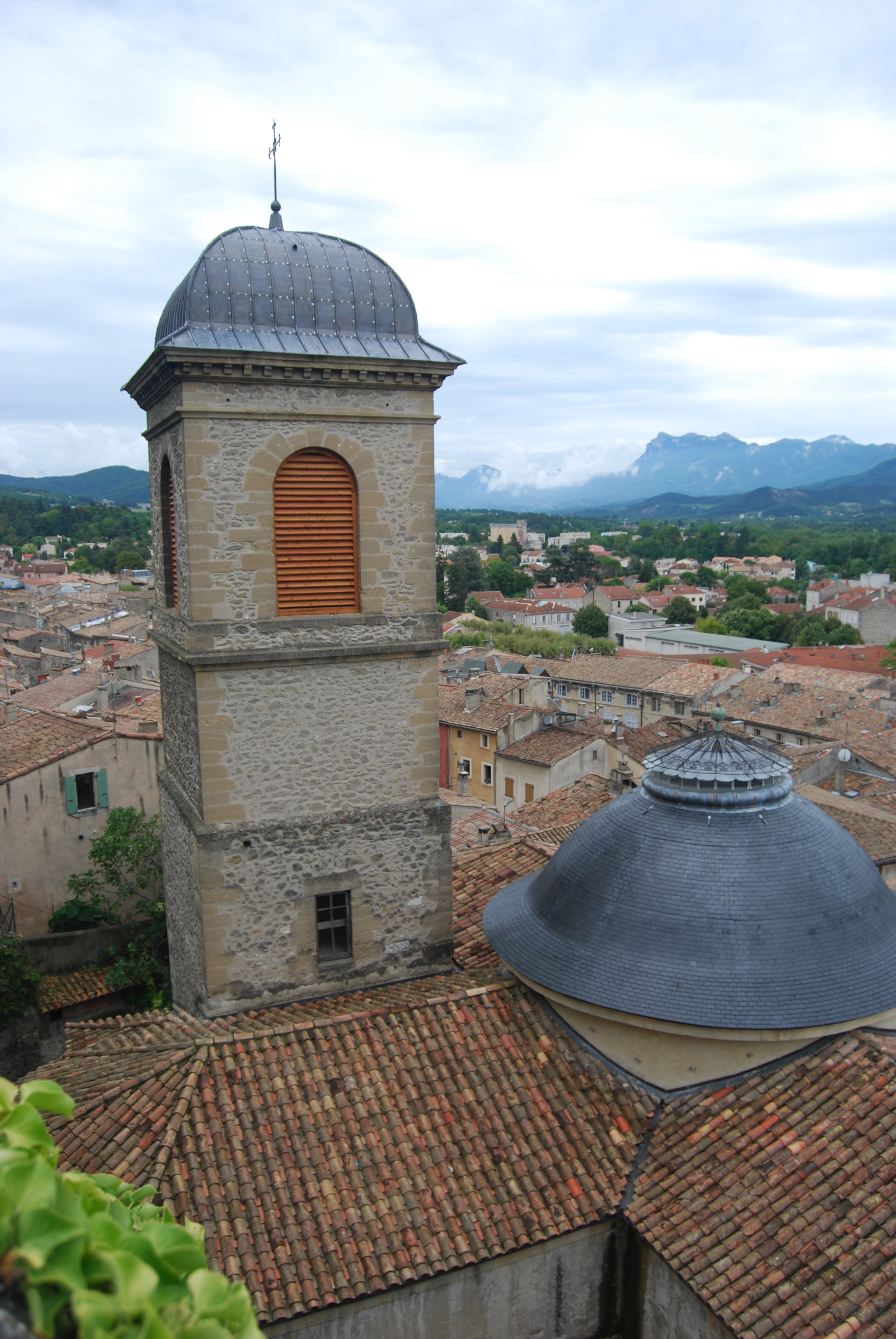
Vue du clocher de l'église.

Exemple d’architecture néo-classique du XIXe siècle, l'église s'écroula en 1836 et l’église actuelle fut reconstruite sur un emplacement contigu à l’ancienne mais orientée nord-sud pour libérer une place de marché. La construction fut terminée en 1847. 
La charpente du clocher a été refaite à neuf en 2010 par Marc Emilianof, grand charpentier de ce siècle[réf. nécessaire].
L'édifice est classé au titre des monuments historiques en 1983.